# Комиссии по делам несовершеннолетних и защите их прав
Комиссии по делам несовершеннолетних и защите их прав (сокращённо КДН и ЗП, далее «комиссии») являются коллегиальными органами системы профилактики безнадзорности и правонарушений несовершеннолетних, создаются высшими исполнительными органами государственной власти субъектов Российской Федерации и органами местного самоуправления в целях координации деятельности органов и учреждений системы профилактики безнадзорности и правонарушений несовершеннолетних по предупреждению безнадзорности, беспризорности, правонарушений и антиобщественных действий несовершеннолетних, выявлению и устранению причин и условий, способствующих этому, обеспечению защиты прав и законных интересов несовершеннолетних, социально-педагогической реабилитации несовершеннолетних, находящихся в социально опасном положении, выявлению и пресечению случаев вовлечения несовершеннолетних в совершение преступлений и антиобщественных действий. 

## История
14 января 1918 года Советом народных комиссаров принят Декрет о комиссиях для несовершеннолетних, в соответствии с которым упразднялись суды и тюремное заключения для малолетних, а дела о несовершеннолетних до 17 лет стали передаваться в комиссию для несовершеннолетних.

## Система комиссий Российской Федерации
- Правительственная комиссия по делам несовершеннолетних и защите их прав;
- комиссии, созданные высшими исполнительными органами государственной власти субъектов Российской Федерации и осуществляющие деятельность на территории субъектов Российской Федерации (комиссии субъектов Российской Федерации);
- комиссии, созданные органами местного самоуправления и осуществляющие деятельность на территории муниципальных образований субъектов Российской Федерации, - районные (городские), районные комиссии в городах (муниципальные комиссии).

## Основания деятельности комиссий
- Конституция Российской Федерации;
- Международные договоры Российской Федерации и ратифицированные ею международные соглашения в сфере защиты прав детей;
- федеральные конституционные законы, федеральные законы;
- акты Президента Российской Федерации и Правительства Российской Федерации;
- Примерное положение о комиссиях по делам несовершеннолетних и защите их прав;
- Законы и акты субъектов Российской Федерации.

Порядок образования комиссий и осуществления ими отдельных государственных полномочий определяется законодательством Российской Федерации и законодательством субъектов Российской Федерации.

## Основные задачи комиссий
Комиссии в пределах своей компетенции в соответствии с законодательством Российской Федерации и законодательством субъектов Российской Федерации обеспечивают:
- предупреждение безнадзорности, беспризорности, правонарушений и антиобщественных действий несовершеннолетних, выявление и устранение причин и условий, способствующих этому;
- обеспечение защиты прав и законных интересов несовершеннолетних;
- социально-педагогическая реабилитация несовершеннолетних, находящихся в социально опасном положении, в том числе связанном с немедицинским потреблением наркотических средств и психотропных веществ;
- выявление и пресечение случаев вовлечения несовершеннолетних в совершение преступлений и антиобщественных действий.

## Состав комиссии
В состав комиссии входят председатель комиссии, заместитель (заместители) председателя комиссии, ответственный секретарь комиссии и члены комиссии.
Членами комиссии могут быть руководители (их заместители) органов и учреждений системы профилактики, представители иных государственных (муниципальных) органов и учреждений, представители общественных объединений, религиозных конфессий, граждане, имеющие опыт работы с несовершеннолетними, депутаты соответствующих представительных органов, а также другие заинтересованные лица.
Председателем Правительственной комиссией по делам несовершеннолетних и защите их прав является Голодец О.Ю. - Заместитель Председателя Правительства Российской Федерации.